# Spencer Locke

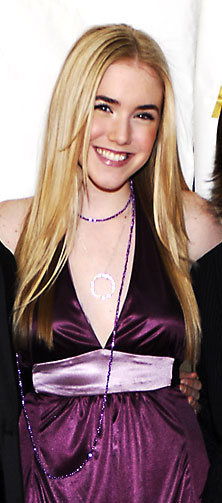
Spencer Locke 2007.

Spencer Locke, född 20 september 1991 i Winter Park, Florida, är en amerikansk skådespelare.

## Filmografi
- 2007 – Resident Evil: Extinction
- 2009–2010 – Cougar Town (TV-serie)
- 2010 – Resident Evil: Afterlife
- 2011 – Detention
- 2011 – The Bling Ring